# Wesley Girls' Senior High School
La Wesley Girls' High School, est un établissement d'enseignement pour filles à Cape Coast, au Ghana, fondé en 1836 et nommé d'après le fondateur du méthodisme, John Wesley. 

## Histoire
L'école a été créée en 1836 avec 25 filles par l'épouse d'un ministre méthodiste. Elle a commencé comme une école primaire dans le but d'offrir aux filles une formation en lecture et écriture, couture et entretien ménager et développement spirituel. 
Wesley Girls 'High School a été classée 68e parmi les 100 meilleures écoles secondaires en Afrique par Africa Almanac en 2003, sur la base de la qualité de l'éducation, de l'engagement des élèves, de la force et des activités des anciennes, du profil de l'école, d'Internet et de la visibilité des actualités.  

## Réalisations
- A remporté le championnat Sprite Ball en 2008 et 2016 [2]

## Enseignants notables
- Christine Churcher
- Elizabeth Frances Sey

## Anciennes élèves notables
- Jemila Abdulai (en), blogueuse, écrivaine et spécialiste du marketing numérique
- Betty Acquah, peintre féministe
- Adina (en), musicienne
- Sophia Ophilia Adjeibea Adinyira , juge de la Cour suprême du Ghana
- Constance Edjeani-Afenu, première femme générale de brigade des Forces armées du Ghana ; Conseiller militaire adjoint de la mission permanente du Ghana à New York
- Agnes Aggrey-Orleans, diplomate ghanéenne
- Zanetor Agyeman-Rawlings, députée de la circonscription de Klottey Korle
- Mabel Agyemang, première femme juge en chef de la Gambie
- Ama Ata Aidoo, auteure primée, universitaire, ancienne ministre de l'Éducation
- Sophia Akuffo, 13e juge en chef du Ghana
- Patience Akyianu (en), banquière, directrice générale de Barclays Ghana
- Grace Amponsah-Ababio, diplomate à la retraite
- Abena Osei Asare, femme politique, députée d'Atiwa Est
- Gladys Asmah, ancienne ministre des Pêches
- Becca, musicienne
- Sylvia Boye (en), ancienne directrice générale et première femme registraire du Conseil des examens de l'Afrique de l'Ouest
- Mary Chinery-Hesse, ancienne juge et première femme directrice de l'Organisation internationale du travail, Nations unies
- Melody Millicent Danquah, première femme pilote en Afrique
- Mercy Yvonne Debrah-Karikari, première femme à être secrétaire du Cabinet
- Florence Dolphyne (en), première femme vice-chancelière professionnelle, Université du Ghana, Legon
- Efua Dorkenoo, militante
- Brigitte Dzogbenuku (en), candidate à la vice-présidence du Parti populaire progressiste
- Mary Grant, première femme membre du conseil d'État du Ghana; première ancienne élève du lycée à faire médecine
- Afua Adwo Jectey Hesse, directrice générale de l'hôpital universitaire Korle-Bu
- Avril Lovelace-Johnson, juge active de la Cour suprême du Ghana (2019–)
- Jennifer Koranteng (en), mannequin et créatrice de mode
- Eva Lokko, ingénieure et ancienne directrice générale de la Ghana Broadcasting Corporation
- Alima Mahama, avocate et ancienne ministre des Affaires des femmes et des enfants au Ghana
- Joy Henrietta Mensa-Bonsu, professeure de droit et membre du Groupe indépendant des Nations unies sur les opérations de paix
- Hamamat Montia (en), mannequin
- Emma Morrison (en), personnalité de la télévision et professionnelle des médias
- Jane Naana Opoku-Agyemang, première femme vice-chancelière d'une université d'État du Ghana
- Peace Ayisi Otchere, première femme directrice de la Banque africaine de développement
- Rose Constance Owusu, juge à la Cour suprême du Ghana (2008 - 2014)
- Deborah Owusu-Bonsu, musicienne, présentatrice de télévision et mannequin
- Martha Ama Akyaa Pobee, diplomate, membre permanent des Nations unies,
- Lucy Quist, première femme ghanéenne à devenir PDG d'une multinationale des télécommunications au Ghana
- Mabel Simpson (en), créatrice de mode
- Hanna Tetteh, ancienne ministre du commerce et de l'industrie et ancienne ministre des affaires étrangères
- Gertrude Torkornoo, juge active de la Cour suprême du Ghana (2019–)
- Yvonne Tsikata, économiste internationale et première femme ghanéenne à devenir vice-présidente de la Banque mondiale
- Julia Osei Tutu (en), épouse d'Asantehene, Otumfuo Nana Osei Tutu II
- Georgina Wood, ancienne officière du parquet, première femme juge en chef du Ghana
- Vida Yeboah, ministre d'État au gouvernement de Rawlings